# Guillem I de Montcada, vescomte de Bearn
Guillem I de Montcada (1150-1172) fou vescomte de Bearn.
Fill de Guillem Ramon I de Montcada, el Gran Senescal, i de Beatriu de Montcada.
Tot just nascut, fou presentat pel seu pare a Arle (Provença) el 1150, durant les guerres baussenques, que van acabar amb la incorporació de la senyoria als dominis del casal de Barcelona.

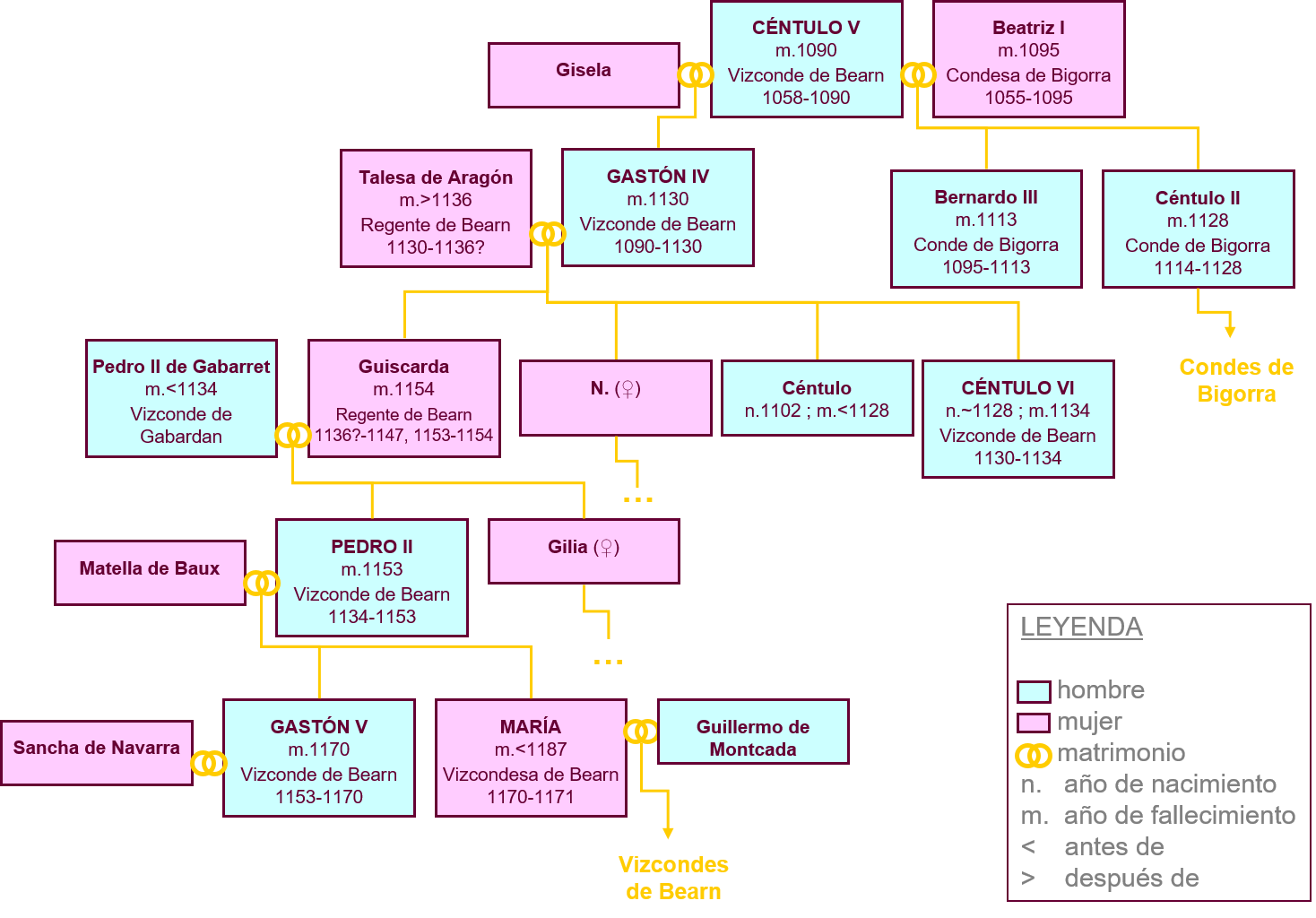
Genealogia de la dona de Guillem I de Montcada, Maria de Bearn.

Es va casar el 1171 amb Maria de Bearn per consell d'Alfons el Cast, i amb ella va tenir dos fills bessons, Guillem Ramon i Gastó. Aquest matrimoni va provocar una revolta al territori, que no va acceptar el nou senyor i va escollir Teobald de Bearn, senyor de Bigorra, a qui van executar al cap de poc per no haver confirmat els furs i costums de Bearn. Llavors van anar a buscar Sentouge de Bearn, qui també va governar poc temps i fou jutjat i condemnat a mort. Havent fugit, finalment fou assassinat.
El març de 1172 Guillem I de Montcada i de Bearn va voler rescatar per les armes les propietats de la seva muller, però aquesta el va abandonar i es va retirar al monestir de Senta Crotz de Volvèstre amb els seus fills nounats. El rei Alfons li va permetre governar el territori sempre que aquest passés a ser d'un dels fills bessons. Els dos homes bons que van anar a veure Maria de Bearn van escollir Gastó, segons s'explica perquè quan dormia tenia les mans més obertes que el seu germà, la qual cosa feia pensar que seria més bona persona. És per això que ha passat a la història com a Gastó VI (de Bearn) el bo.